# 草漯交流道
草漯交流道位於臺灣桃園市觀音區草漯，為臺灣台61線指標33公里處的交流道，交流道型式為簡易鑽石型，在2013年2月7日通車，可連絡桃35線。
|            | 33 草漯 |  | 草漯 |
| 觀音工業區 | 33 草漯 |  |      |

## 外部連結
- 台61線草漯交流道示意圖 （页面存档备份，存于）（交通部公路總局）